# کامرشپیل
کامِرشْپیل (به آلمانی: Kammerspiel) جنبشی در سینمای صامت آلمان بود که توسط فیلمسازانی چون فریدریش ویلهلم مورنائو و گئورگ ویلهلم پابست آغاز شد. خصوصیات اصلی این سینما شامل توجه به روانشناسی شخصیت، فقدان طراحی صحنه پیچیده و توصیف طبقهٔ کارگر آلمان بودند. اولین فیلم کامراشپیل در آلمان پلکان عقبی (۱۹۲۱) ساختهٔ لئوپولد یسنر بود. این جنبش به شدت تحت تأثر تئاتر مجلسی ماکس راینهارت بود.
شخصیت‌های برجسته جنبش کامِرشْپیل عبارتند از:
- لوپو پیک
- فریدریش ویلهلم مورنائو
- کارل مایر
- گئورگ ویلهلم پابست

## فیلم‌های شاخص
- متلاشی (۱۹۲۱) ساختهٔ لوپو پیک
- پلکان عقبی (۱۹۲۱) ساختهٔ لئوپولد یسنر
- تحقیرشده‌ترین مرد (۱۹۲۴) فریدریش ویلهلم مورنائو

## فهرست منابع
- کمالی‌نیا، فرزین، جنبش‌ها و سبک‌های سینمایی، انتشارات نگاره‌پرداز صبا، ۱۳۷۸
- ویکی‌پدیای انگلیسی